# أرتورو فرياس
أرتورو فرياس (بالإنجليزية: Arturo Frias)‏ مواليد 27 أكتوبر 1956 في كاليفورنيا، الولايات المتحدة، هو ملاكم أمريكي سابق صنّف ضمن فئة الوزن الخفيف.

## إحصائيات
خاض خلال مسيرته 33 نزالا، فاز في 28 ولم يتعادل وخسر في 5. فاز بالضربة القاضية في 8 نزالا.

## روابط خارجية
- أرتورو فرياس على موقع بوكس ريك (الإنجليزية) (registration required)